# Juliette Adam
Juliette Adam (Verberie, 4 de octubre de 1836 - Callian, Var,  23 de agosto de 1936) también conocida como Juliette Lambert, fue una ‘salonnière’ y escritora francesa.

## Biografía y variaciones ideológicas

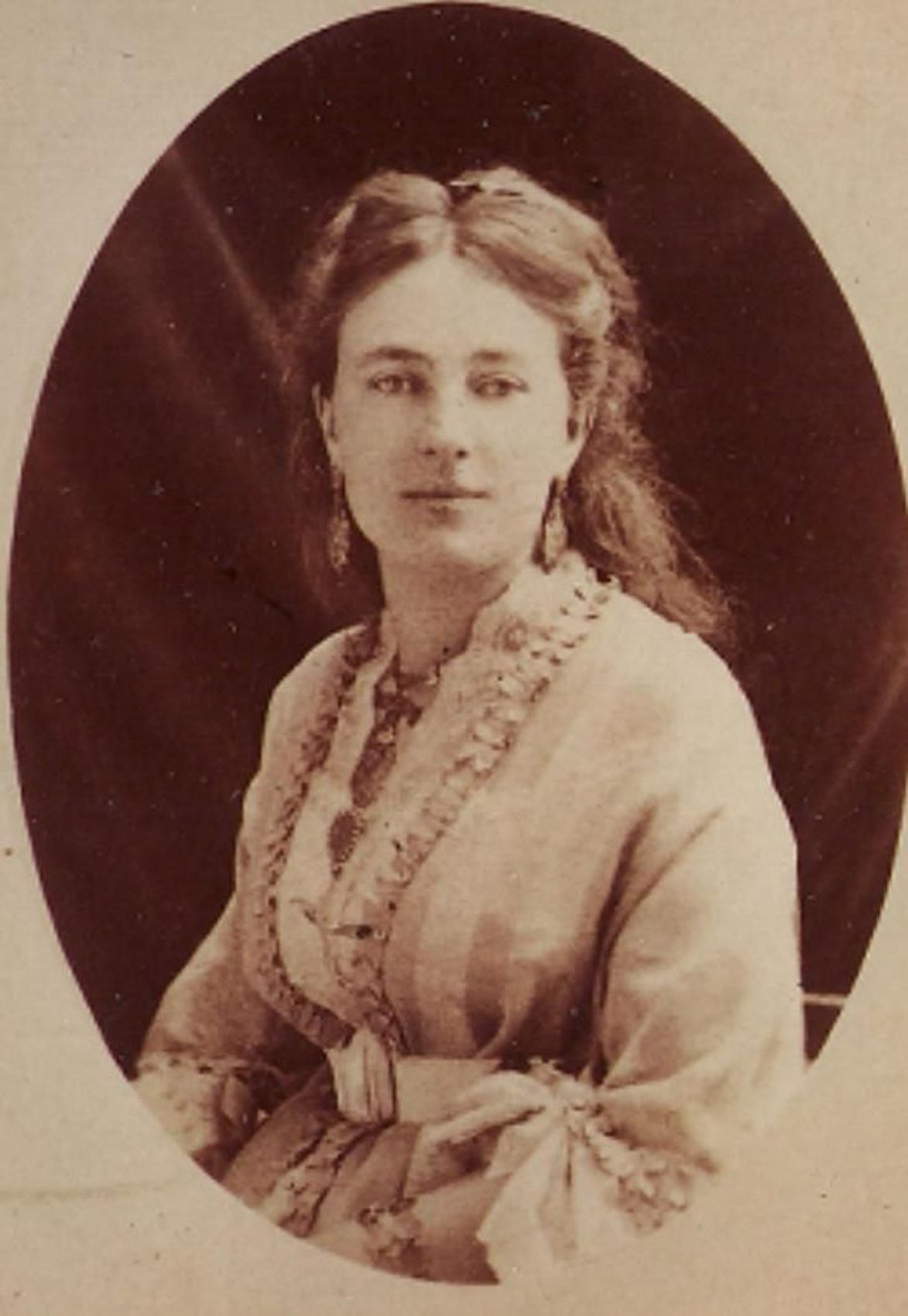
Retrato de Juliette Adam

Nacida en una familia burguesa del Oise, Juliette, fue hija única del doctor Jean-Louis Lambert (saintsimoniano, y discípulo de Prosper Enfantin), que diseñó su educación como si fuera un chico. El otro baluarte familiar era su abuela, monárquica y muy religiosa. Entre ambos, la madre de Juliette, Olympe, permanece neutral. Esa controvertida infancia aparecería luego en Le roman de mon enfance et de ma jeunesse, donde finalmente confiesa que «su verdadera naturaleza hubiera sido la de un apóstol predicando buenas palabras y reconciliando a los hombres».
Casada inicialmente a los 16 años con el abogado Alexis La Messine, del que se divorcia siete años después, tomaría como nuevo marido a Edmond Adam, diputado de la izquierda republicana. Instalados en París, ella se convertiría en una de las más influyente ‘salonnières’ de mediado el siglo XIX francés. El escritor egipcio Saad Morcos, deja escrito en 1859 que «Juliette Adam es quizás la única persona capaz de reunir en su casa a la mayoría de las personalidades influyentes del mundo de la palabra, de la escritura, de la bolsa y de la política... Un año más tarde, la caída del Imperio la convirtió en un moderador indispensable». Ella había publicado Idees antiproudhoniennes sur l'amour, la femme et le marriage en defensa de Marie d'Agoult y George Sand. A partir de la década de 1860 su casa se hizo un foco de republicanismo, conciliábulo de los partidarios de Léon Gambetta opuestos a Napoléon III.
Si bien inicialmente se había implicado en proyectos como la asociación Avant-Courrière (Precursora) fundada en 1893 por Jeanne Schmahl, que reivindicaba el derecho de las mujeres a ser testigos en los actos públicos y privados, y el derecho de las mujeres casadas a tomar el producto de su trabajo y disponer de él libremente... Sin embargo «en 1892 pide que se restrinja el sufragio universal. El asunto Dreyfus le ha hecho perder el sentido de la moderación. No tiene temor alguno en desvelar con toda claridad su antisemitismo. Ya, al final del Segundo Imperio, su aversión por Offenbach la había llevado a escribir: este compositor era un precursor consciente de la tarea que los judíos alemanes tenían que hacer para llevar a los franceses a todas las derrotas [...] Xenófoba, racista, belicista, la antigua ninfa Egeria de Gambetta y la República Francesa arremete entonces contra todo el mundo, sobre todo contra la masonería ajudiada que trabaja para Alemania [...] Para la derecha es “la abuela de la patria”».
Varios biógrafos explican que el giro ideológico, social y humano de Juliette se produjo de forma progresiva a partir de la muerte de Edmond Adam en 1867. A pesar de ello, conviene anotar que en 1879 fundó la Nouvelle Revue (donde tuvo notable influencia hasta 1899), y en la que se editaron obras de Guy de Maupassant, Octave Mirbeau, Pierre Loti, Paul Bourget, Léon Daudet y Paul Valéry. Por otra parte, sin embargo, su novela Païnne (1863), de fondo irreligioso y sensual, tendría años después la réplica ideológica enChrétienne (1913), donde glosa su conversión al catolicismo en 1905. En otro orden de relaciones e intereses, se anota también que en 1896 publicó La Patrie Portugaise, bajo los auspícios de la Reina Amélia de Portugal, libro dedicado a Vasco de Gama.
Reconocida por la academia francesa con el premio Jules-Favre en 1917, el Auguste Furtado en 1920 y finalmente el premio de la Academia en 1927 por el conjunto de su obra. Flaubert la dibujó como «una persona ‘mariposeadora’, una vanidosa que creía saber lo que no sabía, pero que organizaba buenas cenas».
Vivió desde 1904 en la abadía y el pazo comprado en 1882 en Gif-sur-Yvette, Allí organizó uno de sus últimos golpes de mano: la recepción invitando a 180 soldados franceses, gesto que a su vez provocó la invitación del Tigre Clemenceau a asistir a la firma del Tratado de Versalles. Fallecida poco antes de cumplir los cien años de vida, fue enterrada en el cementerio parisino de Père-Lachaise.